# Abbazia di San Salvatore a Moxi
L'abbazia di San Salvatore a Moxi era un edificio religioso situato nel comune di Castellina Marittima.
Questo monastero e l'abbazia di San Quirico a Moxi erano noti complessivamente come "le due badie", o "badie di San Donnino", ed hanno dato origine alla frazione chiamata per l'appunto Le Badie.

## Storia
La badia di San Salvatore è citata in una bolla di papa Pasquale II del 19 settembre 1106. Nel XIV secolo, l'abbazia ricevette maggiore importanza assumendo sotto la propria giurisdizione anche l'altra badia, che vennero così rette da un unico abate. Con una bolla di papa Urbano VI del 1384, entrambe le badie finirono nel priorato di San Donnino di Pisa e per questo assunsero il nome di "badie di San Donnino". Gli edifici erano ancora in buono stato di conservazione nel 1598, ma risultavano privi di monaci.

## Descrizione
Della badia di San Salvatore, situata sul poggio della Dispensa, rimangono alcuni ruderi, come parti delle mura in pietra e parte della facciata a strisce di marmo bianco, con pilastri e capitelli scolpiti.